# Ольджате-Олона
Ольджате-Олона (итал. Olgiate Olona) — город и коммуна в Италии, располагается в провинции Варесе области Ломбардия.
Население составляет 10 801 человек, плотность населения составляет 1543 чел./км². Занимает площадь 7 км². Почтовый индекс — 21057. Телефонный код — 0331.
Покровителями коммуны почитаются святой первомученик Стефан, празднование 26 декабря, и святой Лаврентий.